# Zentrum für Bucherhaltung
Die Zentrum für Bucherhaltung GmbH (ZFB) in Leipzig ging Anfang 1998 aus dem Zentrum für Bucherhaltung der Deutschen Bücherei als Ausgründung hervor, das als Restaurierungswerkstatt 1964 eingerichtet wurde. 

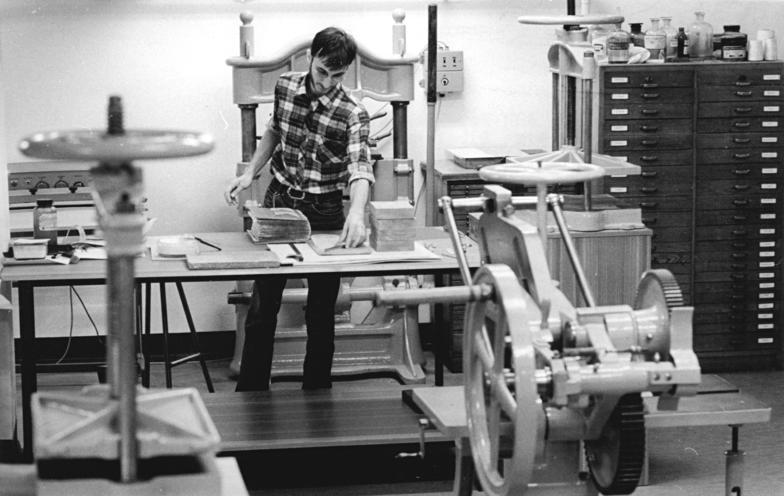
Restaurierungswerkstatt 1986

Das Unternehmen entwickelte sich zu einem Branchenführer der Bestandserhaltung und verfügt über moderne Bestandserhaltungstechniken. Dazu zählen eine Massenentsäuerungsanlage und Gefriertrocknungsanlagen.

## Massenentsäuerung
Durch die Änderung der Herstellungsprozesse für Papier in der Mitte des 19. Jahrhunderts, insbesondere durch die Verwendung von Holz und aluminiumhaltigen Leimen, wurden säurehaltige Papiere hergestellt, die sich durch Säurefraß selbst zerstören.
Die großen Bibliotheken der Welt gehen davon aus, dass bereits heute zehn- bis hunderttausende Bücher in ihren Beständen entweder bereits zerstört oder demnächst so stark angegriffen sind, dass eine Benutzung nicht mehr möglich ist.
Nachdem bisherige Verfahren sich als zu aufwändig erwiesen hatten und jeweils nur kleine Mengen von Büchern bearbeitet werden konnten, entwickelte die kanadische Nationalbibliothek und das Nationalarchiv in Ottawa 1981 gemeinsam ein neues Verfahren zur Massenentsäuerung. Die Wei-T'o-Anlage Ottawa war die weltweit erste Anlage. 1987 errichtete die Bibliothèque nationale de France in Sablé-sur-Sarthe eine weitere Massenentsäurungsanlage, diese erste in Europa basierte auf dem kanadischen Verfahren.

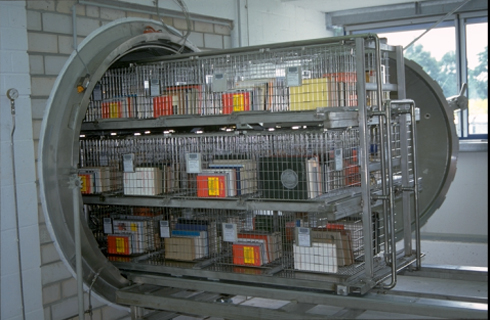
Massenentsäuerungsanlage

Die erste deutsche Anlage zur Massenentsäuerung entstand 1991 in Frankfurt am Main und stellte eine geringfügige Weiterentwicklung des bisherigen Verfahrens durch das Battelle-Institut dar. Ein 1994 vom Battelle-Institut entwickeltes Verfahren fand in einer neuen Anlage in Eschborn Anwendung, die nach der Privatisierung des Instituts an die Battelle Ingenieurtechnik GmbH überging. Eine gleichartige zweite Massenentsäuerungsanlage nach dem Battelle-System ging im konkurrierenden Zentrum für Bucherhaltung GmbH Leipzig in Betrieb.
Nach der Insolvenz der Battelle Ingenieurtechnik GmbH erwarb das ZFB auch die Anlage in Eschborn und betreibt diese seitdem.
Als Weiterentwicklung des Battelle-Systems entstand im ZFB das Papersave-Verfahren, bei dem nach Aussage des Unternehmens pro Durchgang (3 Tage), jeweils ca. 1500 Bücher entsäuert werden können. Dabei werden die Bücher in einem großen Stahlzylinder zunächst im Vakuum schonend getrocknet und dann einer nichtwässrigen Entsäuerungschemikalie ausgesetzt.
Seit 2011 bietet das Zentrum für Bucherhaltung das ZFB:2 Massenentsäuerungsverfahren an.

## Papierstabilisierung

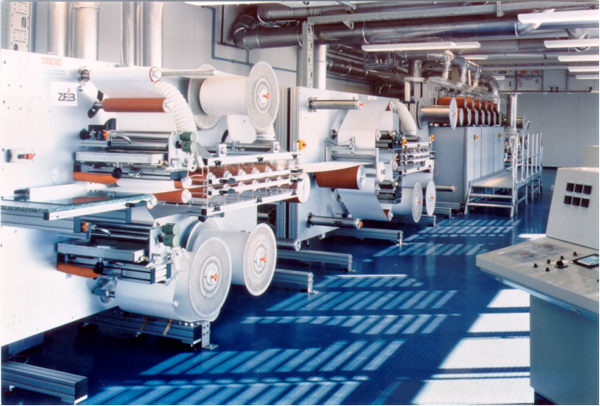
Papierspaltanlage

Papier, das durch Alterung brüchig geworden ist, wird in einem Papierspaltverfahren mit einem sehr dünnen, aber reißfesten Kernpapier versehen.
Die Papierspaltung erfolgt mit zwei Trägerblättern, die mit Gelatine aufgeklebt werden. Diese Trägerblätter werden nach dem Abbinden der Gelatine auseinandergezogen, so dass zwei gleiche Papierhälften entstehen, die an den Trägerblättern haften. Nach Einfügen des Kernpapiers mittels Leim, der zugleich ein Entsäuerungsmittel enthält, werden die Papierhälften wieder zusammengefügt. Anschließend wird die Gelatine in einem warmen Enzymbad ausgewaschen und die Trägerblätter vom stabilisierten Original abgelöst.
Im Rahmen der Papierstabilisierung können auch Fehlstellen durch maschinelle Anfaserung geschlossen werden. Ähnlich wie bei der Papierherstellung wird eine Fasersuspension auf ein Sieb aufgebracht, auf dem sich die Fasern anordnen und untereinander verbinden.
Die Kombination aus Spaltung und Anfaserung ist eine ausgezeichnete Methode zur Restaurierung schwerst geschädigter Papiere in Altbeständen, die sowohl vom ästhetischen Aspekt als auch in Bezug auf die Gebrauchsfähigkeit überzeugt.
Papierspaltverfahren eignen sich auch zur Restaurierung von Papier das durch Tintenfraß geschädigt ist.

## Gefriertrocknung
Im Falle eines Wasserschadens durch Wasserrohrbruch, Löschwasser (z. B. bei Bränden, Brandnacht 2. September 2004 Herzogin Anna Amalia Bibliothek), Flutkatastrophen o. ä. führt die Durchnässung des Schriftgutes zum Ausbluten von Farben und Tinten sowie zum Aufquellen des Papiers und Ablösung von Bindungen und Einbänden. Um die Schädigungen so gering wie möglich zu halten und vor allem einem Schimmelbefall vorzubeugen, macht sich eine umgehende Bergung und Einfrierung der betroffenen Archivalien und Bücher notwendig.
Durch Temperaturen bei −20 °C wird die Gefahr einer Vermehrung der Schimmelsporen vermieden. Die Gefriertrocknung ist zur schonenden Trocknung wasserdurchnässter Materialien gut geeignet, da sie die Nebenerscheinung einer konventionellen Trocknung verhindert. Bei einer echten Gefriertrocknung ist es möglich, das Wasser gasförmig, d. h. ohne aufzutauen, zu entfernen. Mit dem Überspringen des flüssigen Aggregatzustandes des Wassers (Sublimation) können Transportvorgänge und damit einhergehende weitere Schädigungen vermieden werden. Bereits vorhandene Schäden sind jedoch nur restauratorisch behandelbar.